# The New Climate War
The New Climate War ("La nueva guerra del clima:la lucha por recuperar nuestro planeta" en español) es un libro de 2021 sobre el cambio climático escrito por el climatólogo y geofísico estadounidense Michael E. Mann. En el libro, Mann analiza las acciones de la industria de los combustibles fósiles para retrasar la acción sobre el cambio climático, así como las respuestas al cambio climático que Mann considera inadecuadas y las que considera mejores. El libro recibió críticas positivas. En una entrevista con Jeff Goodell, de Rolling Stone, Mann afirmó que "la revolución de la energía limpia y la estabilización del clima son posibles con la tecnología actual. Todo lo que necesitamos son políticas que incentiven el cambio necesario".

## Resumen
La nueva guerra del clima consta de nueve secciones, junto con agradecimientos, notas y un índice.
El tercer capítulo, "Los arquitectos de la desinformación y la desorientación" y "Las guerras climáticas", esboza la historia de la negación del cambio climático[2]. El tercer capítulo, "El 'indio llorón' y el nacimiento de la campaña de desviación", detalla cómo las fuerzas de la negación y el retraso (como las empresas de combustibles fósiles, los partidarios de la derecha, los medios de comunicación y las cabezas parlantes, y los gobiernos financiados por el petróleo) utilizan la desviación para derrotar las políticas que no les gustan. "Es TU culpa" trata de la estrategia para "mantener la conversación en torno a la responsabilidad individual, no al cambio sistémico o a la culpabilidad corporativa", señalando cosas como los ataques de troles y bots rusos a Hillary Clinton, y los tuits producidos por bots para aumentar el nivel de negacionismo en el discurso en línea sobre la crisis climática.
El quinto capítulo ("Ponerle precio. O no") critica las subvenciones concedidas a la industria de los combustibles. Mann aboga por un precio a las emisiones de carbono, así como por medidas del lado de la oferta, como la prohibición del fracking y el bloqueo de la construcción de oleoductos. En "Hundir la competencia", apoya los incentivos a las energías renovables y la eliminación de los incentivos a los combustibles fósiles. En el capítulo siete ("La solución sin solución"), el autor descarta respuestas como el gas natural, la captura de carbono y la geoingeniería por considerarlas inadecuadas, y califica de "promesas vacías" una serie de nociones de los opositores a la acción climática (como los combustibles puente, el carbón limpio, la adaptación y la resiliencia).
En "The Truth Is Bad Enough", Mann critica a algunos ecologistas por exagerar la amenaza climática. El capítulo final, "Meeting the Challenge", contiene un plan de cuatro puntos "No hacer caso a los agoreros", "Un niño los guiará", "Educar, educar, educar" y "Cambiar el sistema requiere un cambio sistémico".
Mann sostiene que acciones individuales como comer menos carne, viajar menos y reciclar más son beneficiosas pero insuficientes, y que hay que descarbonizar la economía. El científico del clima también se describe a sí mismo como cautelosamente optimista dado el activismo juvenil y el rápido desarrollo de las tecnologías verdes.

## Recepción
Jeff Masters escribió en Yale Climate Connections que The New Climate War "podría beneficiarse de más gráficos y caricaturas como complementos a sus 267 páginas de texto. Sin embargo, en general, el libro sigue siendo una lectura obligada para todos los conocedores y dependientes del clima. (¡Sólo los que respiran aire deben solicitarlo!)". Richard Schiffman, de New Scientist, declaró: "Con la importante cumbre climática COP26 de la ONU que se celebrará a finales de este año en Glasgow (Reino Unido), el llamamiento de Mann para que nos tomemos en serio el cambio climático no podría ser más oportuno. Esperemos que tenga razón y que la marea esté por fin a punto de cambiar".
Adrienne Hollis escribió que "el libro enlaza cada acción y cada inacción que ha afectado a la lucha para proteger la Tierra de las consecuencias adversas del cambio climático. Mann es transparente sobre los momentos en los que los que luchan por la acción climática se han quedado cortos". Describió el libro como "una lectura obligada no sólo para las personas que trabajan actualmente para hacer frente al cambio climático, sino también para los que son nuevos en la lucha climática, estos últimos aprenderán mucho sobre los desafíos, las luchas y los ataques del pasado".
Carolyn Gramling afirmó en Science News: "El principal objetivo de The New Climate War es combatir la guerra psicológica, y en este frente, el libro es fascinante y a menudo entretenido. Es una mezcla absorbente de historia con notas a pie de página, comentarios políticos mordaces y anécdotas personales". Un crítico de Kirkus Reviews lo calificó de "obra contundente y lúcida de política climática [...] Mostrando constantemente su amplio dominio de la ciencia del clima y de la política que la acompaña, guía claramente a los lectores a través de los argumentos poco sinceros sobre" una serie de políticas y tendencias relacionadas con la crisis climática.